# Fedossij Schtschus

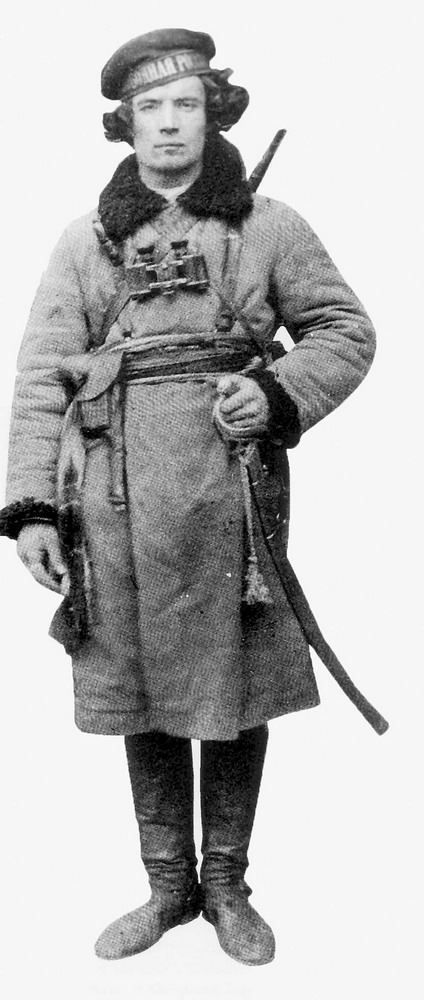
Fedosij Schtschus

Fedossij Justynowytsch Schtschus, auch Fedir Schtschus, (ukrainisch Федір Щусь; * 13. Märzjul. / 25. März 1893greg. im Dorf Welykomychajliwka, Gouvernement Jekaterinoslaw, Russisches Reich; † 27. Juni 1921, bei Choruschiwka, Oblast Sumy, Ukraine) war ein ukrainischer Anarchist und Partisan.
Er war während des Russischen Bürgerkriegs einer der führenden Kommandeure der Revolutionären aufständischen Armee der Ukraine, einer anarchistischen Volksbewegung mit bis zu 50.000 freiwilligen Partisanen, und rechte Hand deren Anführers Nestor Machno.

## Biografie
Schtschus kam in einer Familie von Landarbeitern im Dorf Welykomychajliwka im Osten des heutigen Rajon Pokrowske, Oblast Dnipropetrowsk zur Welt. Anfang 1915 wurde er zum Kriegsdienst eingezogen und diente als Matrose in der Schwarzmeerflotte auf dem mittlerweile veraltetem Einheitslinienschiff Ioann Slatoust. Hier erlernte er Boxen, Ringen und Jiu-Jitsu.
Im Jahr 1917 kehrte er in seine Heimat zurück und wurde dort eines der aktivsten Mitglieder der Schwarzen Garde. Er gründete eine eigene Partisanengruppe, mit der er ab Juni 1918 als deren Kommandeur gegen das Hetmanat von Pawlo Skoropadskyj und die Truppen der Mittelmächte kämpfte. In einem Gefecht gegen Soldaten des Hetmanats wurde seine Gruppe besiegt und er flüchtete mit sechs weiteren Partisanen in den Dybrywskomwald, wo er am 26. September 1918 mit Nestor Machno zusammentraf und sich ihm anschloss.

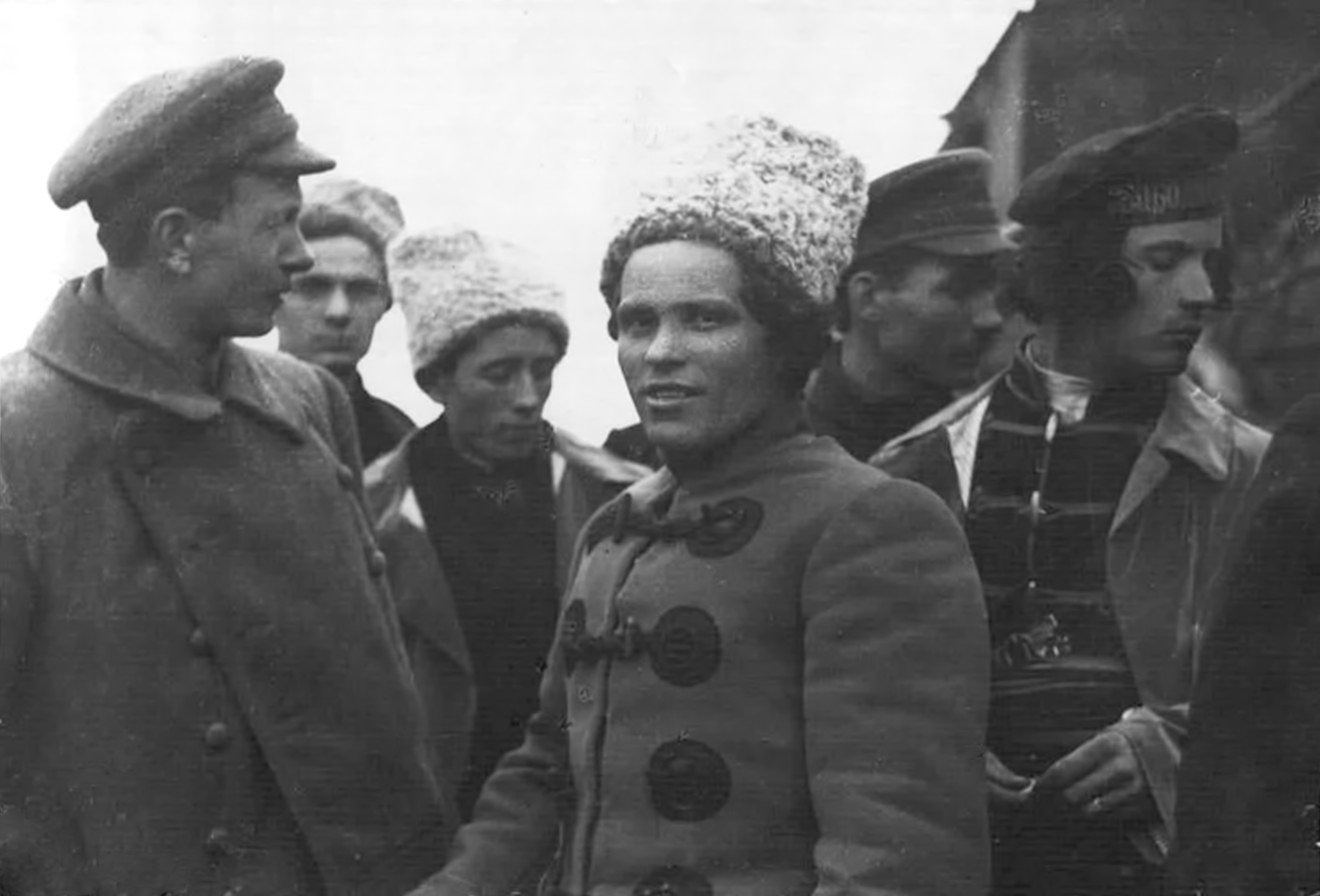
Nestor Machno (Mitte) mit Semen Karetnyk (Dritter von links) und Fedossij Schtschus (Erster von rechts)

In Machnos Armee stieg er schnell auf und war ab Mai 1921 Stabschef der 2. Gruppe der aufständischen Armee.
Schtschus fiel im Kampf gegen die 8. Kavallerie-Division der bolschewistischen Roten Kosaken in einem Feld zwischen den Dörfern Choruschiwka und Bessediwka im Rajon Nedryhajliw der Oblast Sumy.